# Clusia insignis
Clusia insignis är en tvåhjärtbladig växtart som beskrevs av Carl Friedrich Philipp von Martius. Clusia insignis ingår i släktet Clusia och familjen Clusiaceae. Inga underarter finns listade i Catalogue of Life.